# Liam Lawrence
Liam Lawrence (Retford, 14 dicembre 1981) è un ex calciatore irlandese, di ruolo centrocampista.
È un'ala.

## Carriera

### Club
Con il Mansfield Town ha raggiunto i play-off nella stagione 2002-2003. Al Manfield è stato per cinque anni, totalizzando 136 partite e 35 gol in campionato.
Passato al Sunderland, nella prima stagione ha segnato 6 gol in 32 presenze, di cui due contro il Wolverhampton.
A seguito della promozione del Sunderland alla Premiership nel 2005, Lawrence si trovò tra le riserve della prima squadra. A 23 anni gioca 10 partite, segnando un gol contro il Fulham, il Chelsea e il Newcastle United.
Lawrence viene ceduto allo Stoke City prima in prestito e poi riscattato a gennaio per 500.000 £. Ha segnato una tripletta contro il Barnsley nella partita pareggiata per 3-3.
Nell'estate 2010 viene mandato in prestito al Portsmouth. Nella prima parte di stagione ha messo a segno 6 gol in 16 incontri, e il 2 gennaio 2011 viene riscattato dai Pompeys. Al Portsmouth segna 8 gol in 18 partite giocate.
Il 14 agosto 2012, dopo aver rescisso il suo contratto con il Portsmouth, viene ingaggiato dal PAOK firmando un contratto biennale.

### Nazionale
Il 18 maggio 2009 è stato convocato nella Nazionale irlandese per l'amichevole contro la Nigeria e in seguito ha fatto il suo debutto al Craven Cottage, il 29 maggio 2009. In seguito è stato schierato titolare nell'amichevole contro il Sud Africa l'8 settembre 2009, segnando il suo primo gol in Nazionale su punizione.